# Ramblinus spinipalpis
Ramblinus spinipalpis is een hooiwagen uit de familie echte hooiwagens (Phalangiidae).